# That Old Feeling
That Old Feeling är en amerikansk sång skriven 1937 av Sammy Fain (musik) och Lew Brown (text). Den användes i filmkomedin Walter Wanger's Vogues of 1938 (1937, nominerad till priset för bästa sång vid Oscarsgalan 1938). Låten har spelats in av, bland andra, Shep Fields (1937), Ella Fitzgerald, Rod Stewart, Frank Sinatra, Teddy Wilson, Doris Day, Fats Waller, Count Basie och Chet Baker. Låten användes även i filmen That Old Feeling (1997, med Bette Midler och Oscar Farina - musiken framfördes av Oscar Peterson och Louis Armstrong, sång av Patrick Williams). En svensk version, "Du är mitt livs kärlek", skrevs av Beppe Wolgers och spelades in av Anna Sise på albumet Beppes byrålåda 2006.